# Podnoszenie ciężarów na Letnich Igrzyskach Olimpijskich 2020 – waga ponad 87 kg kobiet
Rywalizacja w wadze powyżej 87 kg kobiet w podnoszeniu ciężarów na Letnich Igrzyskach Olimpijskich 2020 została rozegrana w dniu 2 sierpnia 2021 roku w hali Tokyo International Forum.

## Terminarz
| Data            | Godzina |         |
| --------------- | ------- | ------- |
| 2 sierpnia 2021 | 11:50   | Grupa B |
| 2 sierpnia 2021 | 19:50   | Grupa A |

## Wyniki
| Pozycja | Grupa | Zawodniczka              | Reprezentacja     | Waga   | Rwanie | Rwanie | Rwanie | Podrzut | Podrzut | Podrzut | Wynik | Uwagi |
| Pozycja | Grupa | Zawodniczka              | Reprezentacja     | Waga   | 1      | 2      | 3      | 1       | 2       | 3       | Wynik | Uwagi |
| ------- | ----- | ------------------------ | ----------------- | ------ | ------ | ------ | ------ | ------- | ------- | ------- | ----- | ----- |
| 1. !    | A     | Li Wenwen                | Chiny             | 150,10 | 130    | 135    | 140    | 162     | 173     | 180     | 320   | OR    |
| 2. !    | A     | Emily Campbell           | Wielka Brytania   | 124,80 | 118    | 122    | 122    | 150     | 156     | 161     | 283   |       |
| 3. !    | A     | Sarah Robles             | Stany Zjednoczone | 148,30 | 120    | 125    | 128    | 150     | 154     | 157     | 282   |       |
| 4.      | A     | Lee Seon-mi              | Korea Południowa  | 118,90 | 118    | 122    | 125    | 148     | 152     | 155     | 277   |       |
| 5.      | A     | Nurul Akmal              | Indonezja         | 113,55 | 107    | 111    | 115    | 141     | 151     | 154     | 256   |       |
| 6.      | A     | Charisma Amoe-Tarrant    | Australia         | 154,05 | 95     | 100    | 105    | 123     | 128     | 138     | 243   |       |
| 7.      | A     | Verónica Saladín         | Dominikana        | 126,20 | 105    | 111    | 116    | 125     | 131     | -       | 242   |       |
| 8.      | A     | Kuinini Manumua          | Tonga             | 108,50 | 100    | 103    | 106    | 125     | 125     | 128     | 228   |       |
| 9.      | B     | Eyurkenia Duverger       | Kuba              | 103,65 | 96     | 100    | 100    | 120     | 124     | 129     | 225   |       |
| 10.     | A     | Sarah Fischer            | Austria           | 93,35  | 93     | 97     | 97     | 117     | 123     | 123     | 220   |       |
| 11.     | B     | Anna Van Bellinghen      | Belgia            | 87,10  | 96     | 100    | 100    | 115     | 119     | 129     | 219   |       |
| 12.     | B     | Erdenebatyn Bilegsaikhan | Gwatemala         | 113,50 | 80     | 85     | 87     | 115     | 120     | 122     | 207   |       |
| 13.     | B     | Scarleth Ucelo           | Mongolia          |        | 86     | 87     | 87     | 107     | 112     | 116     | 203   |       |
| -       | A     | Laurel Hubbard           | Nowa Zelandia     |        | 120    | 125    | 125    | -       | -       | -       | DNF   | DNF   |